# Новий Салаш
Нови Салаш, Новий Салаш (словац. Nový Salaš) — село в окрузі Кошиці-околиця Кошицького краю Словаччини. Площа села 11,02 км². Станом на 31 грудня 2016 року в селі проживало 224 жителі. Протікає річка Требеля.

## Історія
Перші згадки про село датуються 1330 роком.

## Географія
Протікає Мілічський потік..

## Населення
| Рік:            | 1994. | 2004.    | 2014.   | 2024.    |
| --------------- | ----- | -------- | ------- | -------- |
| Кількість осіб: | 222   | 197      | 210     | 256      |
| Різниця:        |       | -11,26 % | +6,59 % | +21,90 % |

| Рік:            | 2023. | 2024.   |
| --------------- | ----- | ------- |
| Кількість осіб: | 246   | 256     |
| Різниця:        |       | +4,06 % |